# Thằn lằn Phê-nô Bắc bộ
Thằn lằn Phê-nô Bắc bộ (danh pháp: Sphenomorphus tonkinensis) là một loài thằn lằn trong họ Scincidae. Loài này được các nhà sinh vật học Nguyễn Quảng Trường, Andreas Schmitz, Nguyễn Thiên Tạo, Nikolai Lutseranovich Orlov, Wolfgang Böhme và Thomas Ziegler mô tả khoa học đầu tiên năm 2011. Chúng là loài đặc hữu của vùng Bắc Bộ Việt Nam.